# Kozare (Bułgaria)
Kozare (bułg. Козаре) – wieś w Bułgarii, w obwodzie Burgas, w gminie Karnobat. W 2023 roku liczyła 25 mieszkańców.